# SN 2000fj
SN 2000fj – supernowa odkryta 13 listopada 2000 roku w galaktyce A220852-0441. W momencie odkrycia miała maksymalną jasność 19,00m.